# Dalima olivescens
Dalima olivescens là một loài bướm đêm trong họ Geometridae.